# Peio Goikoetxea
Peio Goikoetxea Goiogana (Ermua, 14 februari 1992) is een Spaans voormalig wielrenner.

## Carrière
Bij de junioren werd Goikoetxea in 2010 tweede op het nationale kampioenschap veldrijden, achter Jon Ander Insausti. Als belofterenner werd hijin 2013 zevende op het door Alberto Just gewonnen nationale kampioenschap tijdrijden. Een jaar later won hij een etappe in de Ronde van Portugal van de Toekomst, voor Carlos Ribeiro en Jevgeni Sjaloenov.
In 2016 reed Goikoetxea voor het Colombiaanse Manzana Postobón. Namens die ploeg nam hij deel aan onder meer de Ronde van La Rioja en de Ronde van Madrid. In september van dat jaar keerde hij terug naar het Spaanse amateurcircuit, waar hij in 2017 verschillende ereplaatsen behaalde. In 2018 maakte hij de overstap naar Team Euskadi. Omdat die ploeg in 2020 een stap hogerop deed, werd Goikoetxea dat jaar prof. In 2022 nam hij deel aan onder meer de Ronde van Oman en de Ronde van Turkije. In beide etappekoersen trok Goikoetxea meerdere dagen ten aanval. Ook in de Grote Prijs van de Morbihan reed hij meer dan honderd kilometer in de kopgroep.
Aan het eind van 2023 zette Goikoetxea een punt achter zijn carrière, om daarna aan de slag te gaan als ploegleider bij Laboral Kutxa-Fundación Euskadi, de vrouwentak van de ploeg waar hij voor reed.

## Overwinningen
2014
4e etappe Ronde van Portugal van de Toekomst

## Ploegen
- 2016 –  Manzana Postobón Team (tot 10 september)
- 2018 –  Team Euskadi
- 2019 –  Equipo Euskadi
- 2020 –  Euskaltel-Euskadi[2]
- 2021 –  Euskaltel-Euskadi
- 2022 –  Euskaltel-Euskadi
- 2023 –  Euskaltel-Euskadi

Aguirre · Betancur · Bohórquez · Goikoetxea · Higuita · Molano · Muñoz · Osorio · Paredes · Parra · Restrepo · Reyes · Sierra · Suaza · Suesca · Villegas
Alonso · Azkarate · Azurmendi · Buades · Fernández · García · Goikoetxea · Insausti · Juaristi · López · López-Cózar · Martín
Angulo · Aristi · Azparren · Azurmendi · Ballarin · Bizkarra · Bou · Canal · Cuadrado · Etxeberria · Goikoetxea · Iribar · Irizar · Isasa · Iturria · Juaristi · Lobato · Martín · Maté ·  Soto · Lasa (stagiair) · Mintegui (stagiair)
E. Azparren · X. Azparren · Azurmendi · Ballarin · Berasategi · Bizkarra · Bou · Canal · Cuadrado · Etxeberria · Goikoetxea · Iribar · Isasa · Iturria · Juaristi · Lobato · López de Abetxuko · Martín · Maté ·  Soto